# Abbubaker Mobara
Abbubaker Mobara, né le 18 février 1994 au Cap, est un footballeur international sud-africain. Il évolue au poste de défenseur central au club des Orlando Pirates.

## Carrière

### En club
Abbubaker Mobara rejoint le club des Orlando Pirates lors de l'été 2016.

### En sélection
Il honore sa première sélection avec l'Afrique du Sud le 18 juin 2016 lors d'un match contre le Lesotho, à l'occasion des quarts de finale de la Coupe COSAFA 2016.

## Statistiques
| Saison                | Club                  | Championnat           | Championnat | Championnat | Coupe nationale | Coupe nationale | Coupe de la Ligue | Coupe de la Ligue | Afrique du Sud | Afrique du Sud | Total | Total |
| Saison                | Club                  | Division              | M.          | B.          | M.              | B.              | M.                | B.                | M.             | B.             | M.    | B.    |
| 2012-2013             | Ajax Cape Town        | Premiership           | 01          | 0           | 0               | 0               | 0                 | 0                 | -              | -              | 1     | 0     |
| 2013-2014             | Ajax Cape Town        | Premiership           | 22          | 0           | 1               | 0               | 1                 | 0                 | -              | -              | 24    | 0     |
| 2014-2015             | Ajax Cape Town        | Premiership           | 24          | 0           | 5               | 1               | 2                 | 1                 | -              | -              | 31    | 2     |
| 2015-2016             | Ajax Cape Town        | Premiership           | 25          | 2           | 5               | 0               | 1                 | 0                 | 3              | 0              | 34    | 2     |
| Sous-total            | Sous-total            | Sous-total            | 72          | 2           | 11              | 1               | 4                 | 1                 | 3              | 0              | 90    | 4     |
| 2016-2017             | Orlando Pirates       | Premiership           | 3           | 0           | 1               | 0               | -                 | -                 | 4              | 0              | 8     | 0     |
| Sous-total            | Sous-total            | Sous-total            | 3           | 0           | 1               | 0               | -                 | -                 | 4              | 0              | 8     | 0     |
| Total sur la carrière | Total sur la carrière | Total sur la carrière | 75          | 2           | 12              | 1               | 4                 | 1                 | 7              | 0              | 98    | 4     |

## Palmarès
- Vainqueur de la Coupe COSAFA en 2016 avec l'équipe d'Afrique du Sud